# Jan Olbrycht (polityk)
Jan Marian Olbrycht (ur. 21 września 1952 w Rybniku) – polski polityk, socjolog i samorządowiec, marszałek województwa śląskiego (1999–2002), poseł do Parlamentu Europejskiego VI, VII, VIII i IX kadencji (2004–2024).

## Życiorys
Ukończył studia w Instytucie Socjologii Uniwersytetu Jagiellońskiego, w 1984 obronił pracę doktorską. Pracował jako nauczyciel akademicki. W latach 1990–1998 pełnił funkcję burmistrza Cieszyna. Od 1998 do 2004 był radnym sejmiku, a do 2002 także marszałkiem województwa śląskiego. Działał w Akcji Wyborczej Solidarność, od 2002 do 2004 był przewodniczącym rady politycznej Ruchu Społecznego. Zakładał też Wspólnotę Samorządową Województwa Śląskiego. W 2004 przystąpił do Platformy Obywatelskiej i zasiadł w radzie krajowej tej partii.
W 2003 został członkiem Biura Wykonawczego Rady Gmin i Regionów Europy, a w 2004 Rady Światowej Organizacji Zjednoczonych Miast i Władz Lokalnych. Ekspert w dziedzinie samorządu terytorialnego, a także funduszy europejskich.
W 2004 został posłem do Parlamentu Europejskiego. W wyborach w 2009 skutecznie ubiegał się o reelekcję, uzyskując 47 470 głosów. W 2014 i 2019 wybierany na kolejne kadencje w wyborach europejskich. W VI i VII kadencji Europarlamentu wchodził w skład prezydium frakcji Europejskiej Partii Ludowej. We wrześniu 2019 został wybrany na wiceprzewodniczącego tej grupy w IX kadencji PE.
W VI kadencji pełnił funkcję wiceprzewodniczącego Komisji Rozwoju Regionalnego, a w VII kadencji był wiceprzewodniczącym Delegacji do spraw stosunków z Japonią. W IX kadencji Parlamentu Europejskiego został członkiem Komisji Budżetowej oraz zastępcą w Komisji Rozwoju Regionalnego oraz Komisji Kontroli Budżetowej. Obejmował w Europarlamencie nadto funkcje zastępcy koordynatora w Komisji Budżetowej z ramienia Europejskiej Partii Ludowej oraz stałego sprawozdawcy Parlamentu Europejskiego ds. wieloletnich ram finansowych UE. W różnych kadencjach zostawał współprzewodniczącym grupy roboczej Europejskiej Partii Ludowej do spraw dialogu międzykulturowego i religijnego oraz przewodniczącym URBAN Intergroup at the European Parliament, inicjatywy powołanej w PE w 2005.
W 2024 zrezygnował z kandydowania w kolejnych wyborach europejskich.

## Odznaczenia i wyróżnienia
W 2000 odznaczony Krzyżem Kawalerskim Orderu Odrodzenia Polski. W 2015 został wyróżniony Odznaką Honorową za Zasługi dla Samorządu Terytorialnego.
W 2005 odebrał Nagrodę Cesarza Maksymiliana przyznawaną za szczególne osiągnięcia w dziedzinie polityki regionalnej i lokalnej, w 2010 został uhonorowany Różą Franciszki Cegielskiej za zasługi dla rozwoju samorządności w Polsce. Laureat Złotej Wstęgi Związku Miast Polskich, Złotej Odznaki Honorowej za Zasługi dla Województwa Śląskiego, Śląskiej Honorowej Nagrody Jakości i tytułu „Honorowy Ślązak Roku 2008”. Uhonorowany Śląską Nagrodą im. Juliusza Ligonia (2009). Trzykrotny laureat nagród MEP Awards dla najbardziej pracowitych posłów Parlamentu Europejskiego przyznawanych przez „The Parliament Magazine”: w 2007 w kategorii „polityka regionalna”, w 2014 w kategorii „zrównoważone środowisko zurbanizowane” oraz w 2018 w kategorii „sprawy gospodarcze i monetarne”.
Podczas czwartej edycji Nagrody im. Kazimierza Kutza Jan Olbrycht otrzymał honorowe wyróżnienie „Ambasador Śląska”.

## Wyniki w wyborach ogólnopolskich
| Wybory | Komitet wyborczy                   | Komitet wyborczy      | Organ                            | Okręg | Wynik          |
| ------ | ---------------------------------- | --------------------- | -------------------------------- | ----- | -------------- |
| 2004   |                                    | Platforma Obywatelska | Parlament Europejski VI kadencji | nr 11 | 34 204 (4,48%) |
| 2009   | Parlament Europejski VII kadencji  | Platforma Obywatelska | 47 470 (5,09%)                   | nr 11 |                |
| 2014   | Parlament Europejski VIII kadencji | Platforma Obywatelska | 34 267 (4,04%)                   | nr 11 |                |
| 2019   |                                    | Koalicja Europejska   | Parlament Europejski IX kadencji | nr 11 | 69 009 (4,31%) |